# Січинський Лукіян
о. Лукіян Січинський (25 жовтня 1849, с. Медведівці — 23 травня 1930, Мшана) — український греко-католицький священник, громадський діяч. Тесть Степана Федака (старшого), двоюрідний брат Олександра Барвінського.

## Життєпис
Народжений 25 жовтня 1849 року в с. Медведівцях (у 1940—2020 роках — Бучацький район, нині Трибухівська ОТГ, Чортківський район, Тернопільська область, Україна, тоді Бучацький повіт, Королівство Галичини та Володимирії, Австро-Угорщина).
Навчався у Львівській духовній семінарії. У 1873 році став священником. Служив у селах Угринь, Залісся (нині Чортківський район), Пилява, місті Монастириська.
23 березня 1897 року призначений парохом у Мшані. У 1900 році за його сприяння провели реставрацію церкви в селі.

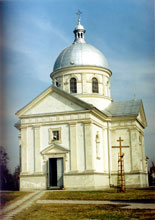
Церква у с. Суховоля (Городоцький район), 1912 р.

Був діяльним в українських товариствах (зокрема, у «Просвіті»), співзасновник осередків (філій) українських товариств «Сокіл», «Сільський господар» у селі. 1912 р. за його сприяння було закінчено спорудження церкви у селі Суховоля (за проектом українського архітектора Василя Нагірного).
Був одружений з Наталією Брилинською — сестрою Евгена Олесницького.
На його похорон до Мшани прибули 17 священників.